# Plöikerejaure
Plöikerejaure är en sjö i Krokoms kommun i Jämtland och ingår i Indalsälvens huvudavrinningsområde. Sjön har en area på 0,146 kvadratkilometer och ligger 875,6 meter över havet.

## Delavrinningsområde
Plöikerejaure ingår i det delavrinningsområde (710233-139464) som SMHI kallar för Utloppet av Plöikerejaure. Medelhöjden är 907 meter över havet och ytan är 1,49 kvadratkilometer. Det finns inga avrinningsområden uppströms utan avrinningsområdet är högsta punkten. Vattendraget som avvattnar avrinningsområdet har biflödesordning 6, vilket innebär att vattnet flödar genom totalt 6 vattendrag innan det når havet efter 331 kilometer. Avrinningsområdet består mestadels av kalfjäll (90 procent). Avrinningsområdet har 0,14 kvadratkilometer vattenytor vilket ger det en sjöprocent på 9,7 procent.